# Fallà
Il Fallà (in dialetto calabrese Fajà) sono una serie di colline, che interessano i comuni di Capistrano, Filogaso, San Nicola da Crissa e Monterosso Calabro, e che, andando da ovest verso est, vanno ad unirsi alla catena delle Serre calabresi.

## Etimologia
Il nome Fallà proviene proprio dall'omonimo torrente, il Torrente Fallà, che nasce dalle pendici di Monte Cucco, all'interno di una grande faggeta  (Faggeta di Monte Cucco).

## Descrizione naturalistica
Questi piccoli rilievi che costeggiano l'Appennino sono coperti da un unico e immenso scenario forestale, selvaggio ed in alcuni punti impenetrabile, dove la natura, nel corso di tanti secoli ha avuto il sopravvento. La quota media di questo territorio è di 250 metri.

## Clima
Il clima che interessa i boschi del Fallà è di tipo mediterraneo moderato con estati calde e asciutte e inverni poco freddi, con piogge e frequenti gelate notturne. La neve è un evento molto raro.

## Vegetazione e fauna
La vegetazione è composta per l'85% da lecci, seguito da altri tipi di querce. La fauna richiama quella presente sul vicino Appennino serrese con una rilevate presenza del cinghiale.

## Escursionismo - Anello del Fallà da Filogaso
| Nome Percorso        | Anello del Fallà da Filogaso |
| Località             | Filogaso, VV                 |
| Gruppo montuoso      | Preserre vibonesi            |
| Tipo di percorso     | ad anello                    |
| Difficoltà percorso  | escursionista                |
| Punto di partenza    | Filogaso                     |
| Quota di partenza    | 286 metri                    |
| Tempo di percorrenza | 2 ore e mezza                |
| Dislivello           | Salita: 375, Discesa: 375    |
| Mezzo                | A piedi o in Mountain Bike   |

Il Fallà è adatto all'escursionismo. Nonostante questa attività non sia frequentata, sono presenti carrarecce e piccole mulattiere, che permettono di immergersi in questo scenario boscoso.
Il percorso chiamato Anello del Fallà da Filogaso è un itinerario in parte su strada asfaltata, molto suggestivo con vedute spettacolari, dove poter immergersi nei sentieri battuti dai briganti nel passato 

### Descrizione

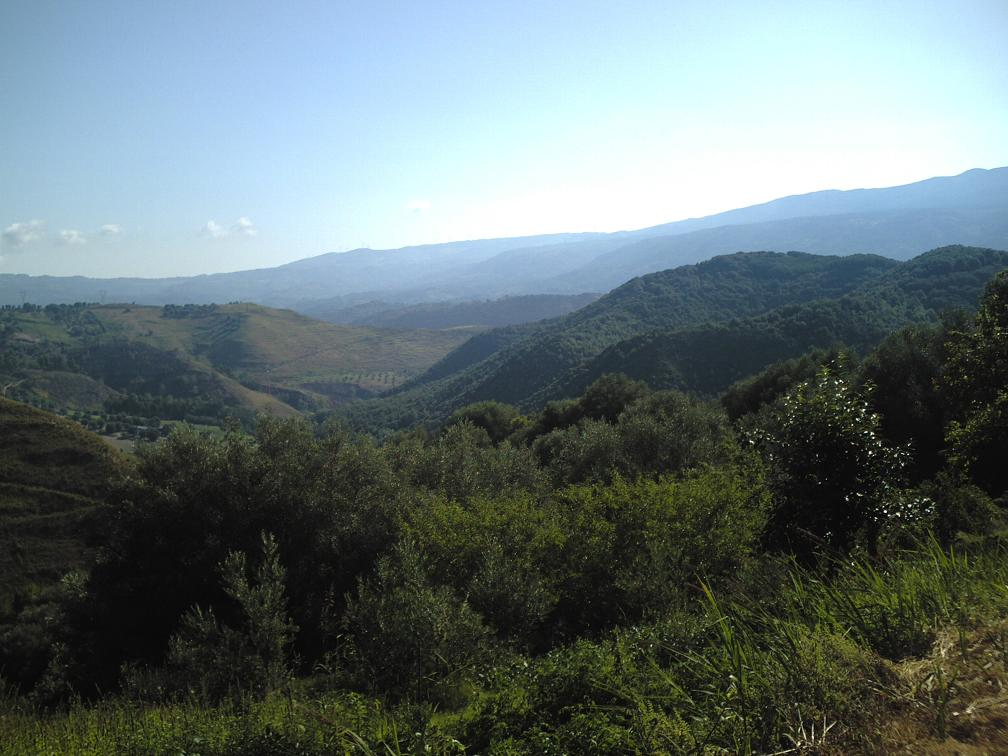
Panorama dalla collina di Camarda verso il Vallone Fallà. Sullo sfondo la zona più settentrionale delle Serre

Da Via Giovanni XXIII seguire sempre la strada asfaltata principale che scende ripida nel fondovalle del Torrente Fallà. Giunti in piano ed entrati in un fresco bosco di lecci, ecco giungere ad un bivio. Andare a sinistra. La strada, che continua a essere asfaltata, segue macchie di lecceta e altre latifoglie. Presenti anche tratti all'aperto con campi coltivati. Si passa accanto a una fontana, dove è possibile fare rifornimento d'acqua.  Superate delle baraccopoli, dopo 500 metri, tralasciare la deviazione secondaria di sinistra e proseguire lungo la via principale di destra che incomincia a salire. Da qui il bosco inizia a crescere fitto. La salita termina all'area pic-nic attrezzata soprastante. Senza entrare nell'area recintata, andare a sinistra. L'asfalto lascia spazio a una sterrata molto interessante, sempre in un bosco di lecci e, più avanti, anche di pino mediterraneo.  Ogni tanto gli alberi si alternano a belle vedute verso le colline selvose circostanti e sulla catena settentrionale delle Serre. Tralasciare la deviazione secondaria a destra (che ritorna all'area pic-nic attrezzata) e proseguire a sinistra. Ad un certo punto, dopo qualche chilometro dall'ultimo incrocio, la sterrata principale si incrocia con un altro sentiero in discesa. Prendere quest'ultima via. Il bosco ora lascia spazio ampie visuali verso il vallone Fallà. Recentemente il fuoco doloso ha colpito quest'area distruggendo questa armonia mediterranea. La sterrata si mantiene sempre in discesa, con qualche tornante. Presto si incontra con la carrareccia di fondovalle. Andare a destra (a sinistra, dopo qualche centinaio di metri, la strada bianca si incontra con la provinciale per San Nicola da Crissa). La strada ora prosegue in piano, tra macchie di bosco e campi coltivati, fino a ritrovare nuovamente la strada lasciata quasi ad inizio percorso. Andare a sinistra (si guada il Fallà attraverso un ponte - quello superato a inizio percorso) tralasciando la strada asfaltata di destra. Proseguire la strada asfaltata in salita via a Via Giovanni XXIII.

## Galleria d'immagini

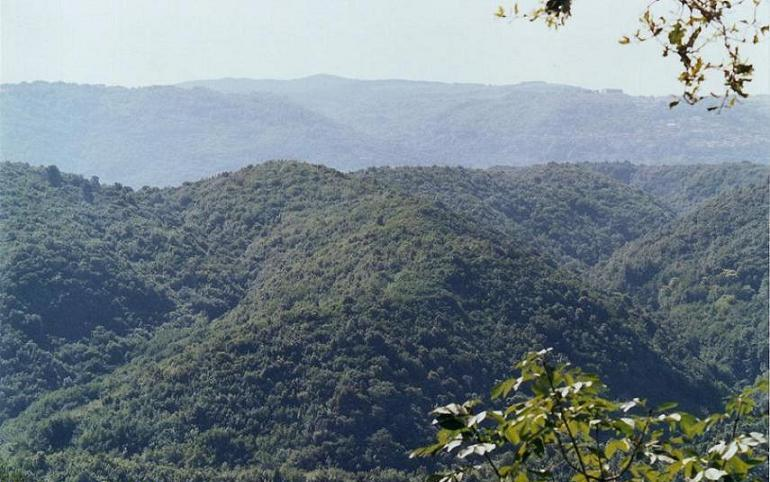
Il Fallà con le Serre settentrionali sullo sfondo
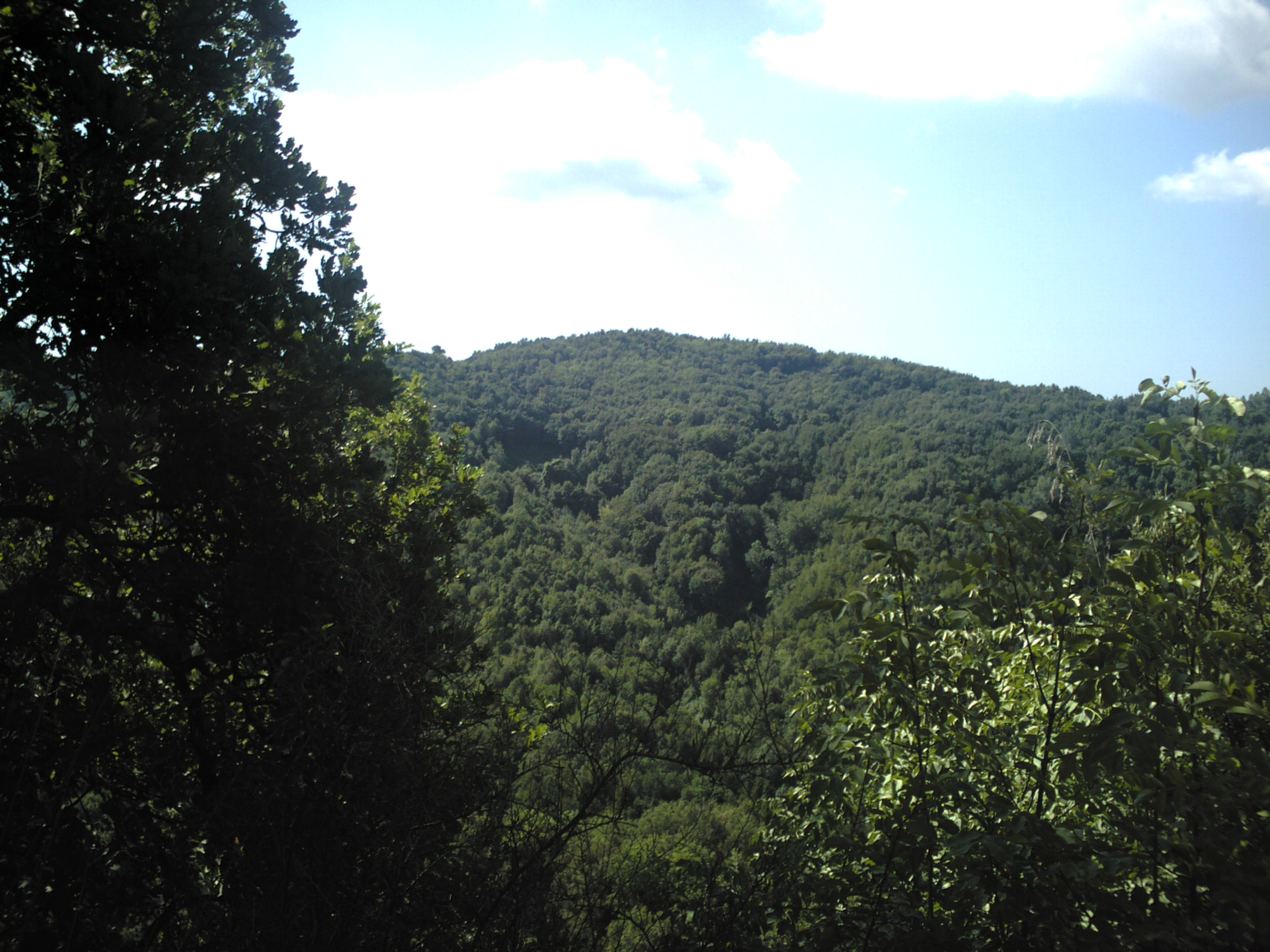
Colline selvose del Fallà
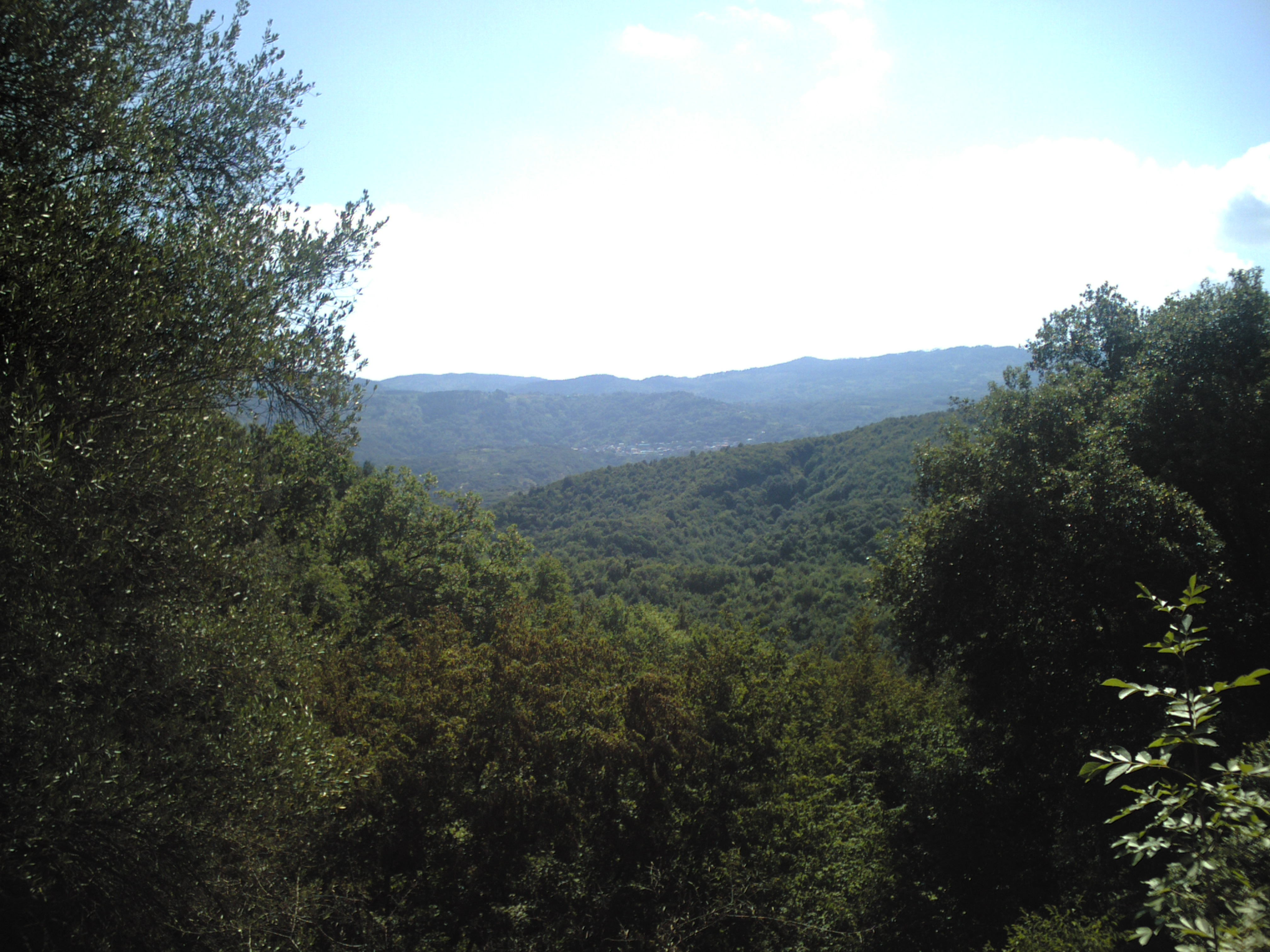
Le Serre dal Fallà
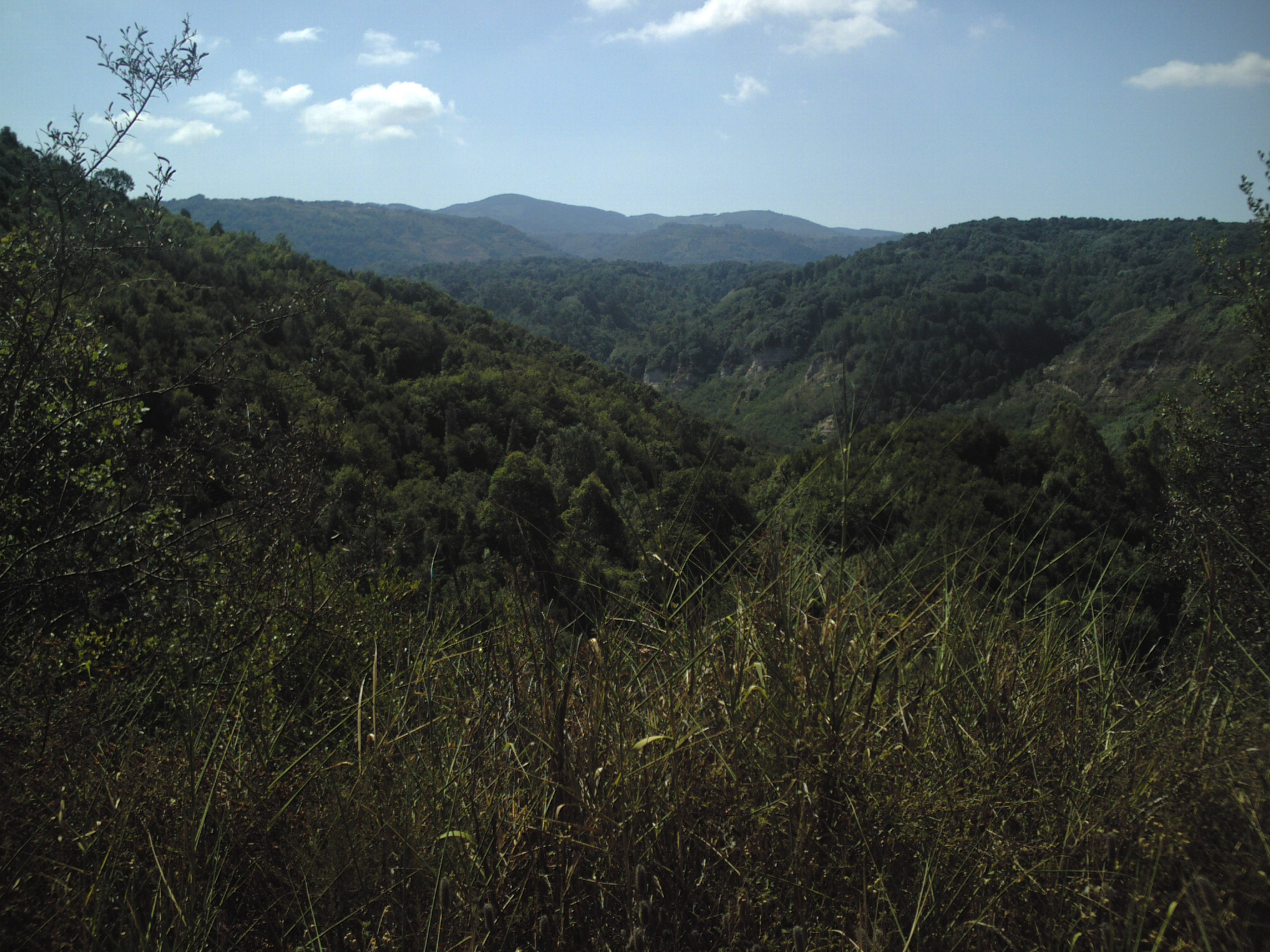
Vallone Fallà. Sullo sfondo le Serre
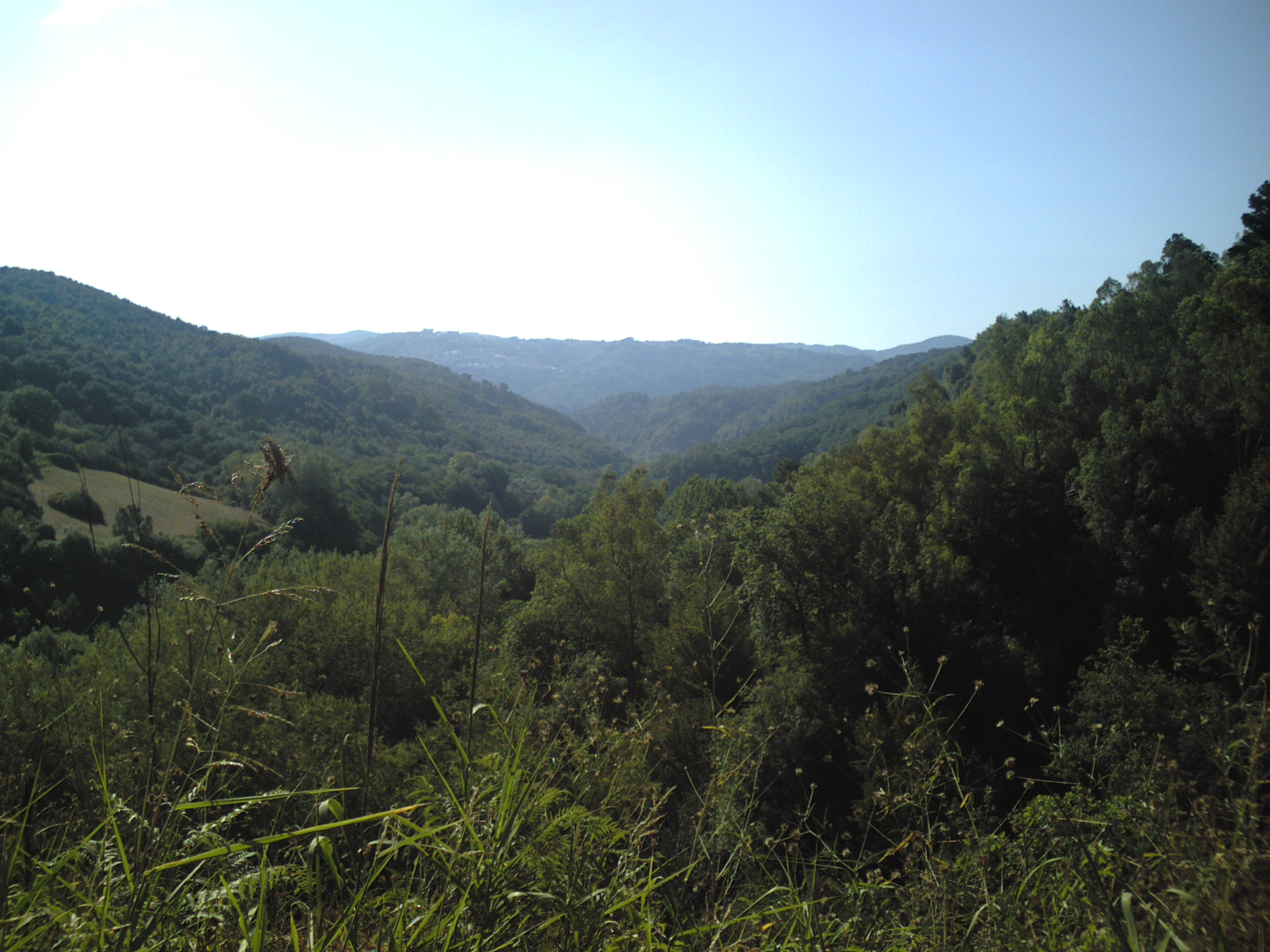
Vallone Fallà verso monte